# Commodores (album)
Commodores is het vijfde studioalbum van de gelijknamige funkband uit de Verenigde Staten. Het verscheen op 30 maart 1977, maar was voordien reeds verkrijgbaar in een extended version. Het album werd in eigen land een top 5-notering. De hits op dit veelzijdige album zijn Zoom (de titelsong van de Britse persing), Brick House (gezongen door drummer Walter Orange in plaats van Lionel Richie) en Easy. Het album is opgedragen aan Kathy Faye LaPread, de echtgenote van bassist Ronald Lapread die tijdens de opnamen aan kanker overleed.

## Tracklijst
Kant 1

1. "Squeeze the Fruit" (Walter Orange) – 3:00
2. "Funny Feelings" (Lionel Richie, Thomas McClary) – 4:51
3. "Heaven Knows" (Lionel Richie, Thomas McClary) – 4:41
4. "Zoom" (Lionel Richie, Ronald LaPread) – 6:43

Kant 2

1. "Won't You Come Dance with Me" (Lionel Richie, Thomas McClary) – 3:47
2. "Brick House" (Shirley Hanna-King [niet vermeld], Lionel Richie, Milan Williams, Walter Orange, Ronald LaPread, Thomas McClary, William King) – 3:27
3. "Funky Situation" (William King) – 3:39
4. "Patch It Up" (Milan Williams) – 3:58
5. "Easy" (Lionel Richie) – 4:16

Extended version:
"Squeeze the Fruit" – 3:03
1. "Funny Feelings" – 5:57
2. "Heaven Knows" – 6:16
3. "Zoom" – 7:06
4. "Won't You Come Dance with Me" – 4:08
5. "Brick House" – 3:46
6. "Funky Situation" – 4:12
7. "Patch It Up" – 4:03
8. "Easy" – 4:50

## Covers en samples
- Zoom, in Amerika een non-single, werd gesampled door E-40 op zijn gelijknamige nummer uit 1998, Black Eyed Peas-zangeres Fergie op All That I Got (The Make-Up Song) uit 2006, en Snoop Dogg ft. R Kelly op Pimpin Ain't EZ uit 2009
- Rapster Yo-Yo samplede Brick House op Mama Don't Take No Mess uit 1991
- Easy werd begin 1993 een Europese top 20-hit voor de Amerikaanse rockband Faith No More en vervolgens gesampled door Geto Boys op Six Feet Deep (eveneens 1993) en Cam'ron op Hey Ma (2002).